# Dudtschany
Dudtschany (ukrainisch Дудчани; russisch Дудчаны) ist ein Dorf im Norden der ukrainischen Oblast Cherson mit etwa 2100 Einwohnern (2004).
Dudtschany wurde 1780 als Petriwka gegründet und trägt seit 1853 seinen heutigen Namen.
Dudtschany liegt am rechten Ufer des zum Kachowkaer Stausee angestauten Dnepr sowie an der Territorialstraße T–07–03. Das ehemalige Rajonzentrum Nowoworonzowka befindet sich 38 km nördlich und das Oblastzentrum Cherson 124 km südwestlich der Ortschaft.
Am 12. Juni 2020 wurde das Dorf ein Teil der Landgemeinde Mylowe; bis dahin bildete es die Landratsgemeinde Dudtschany (Дудчанська сільська рада/Dudtschanska silska rada) im Süden des Rajons Nowoworonzowka.
Seit dem 17. Juli 2020 ist sie ein Teil des Rajons Beryslaw.